# Séro Diamanou
Séro Diamanou è un comune rurale del Mali facente parte del circondario di Kayes, nella regione omonima.
Il comune è composto da 18 nuclei abitati:
- Alamina
- Boudoutrou
- Diandioumbéra
- Gandega
- Kanddia
- Kontéla
- Kougnandji
- Madina
- Mahina
- Mamagnara
- Mello
- Missira
- Nayéla
- Noukoussiré
- Séro
- Sitakounady
- Soucouta
- Troun